# 北澤亞美
北澤亞美（日语：北沢亜美，1982年9月11日—），日本前AV女優（イオンプロモーション（現在的所屬事務所是アクシスプロモーション））。
出身於東京都。血型是O型。身高152cm。三圍是B88cm（F罩杯）、W58cm、H83cm。

## 個人簡歷
2006年3月在AV界出道。
同年7月成為MOODYZ的企劃「EDGE」的專屬女優並改名為「Ami」。
2007年脫離專屬身分並回到「北澤亞美」去進行活動。
現在已引退。

## 電視節目
- 桃のふくらみ #39（MONDO TV）

## 電子書籍

### 數位寫真集
- 初脱ぎ!! （2006年2月23日、pad inc.,）
- 初脱ぎ!! （2006年2月23日、pad inc.,）…共同演出:栗原まあや
- ちょっとHな夏休み〜二人だけのリゾート編 （2006年9月21日、Level4）
- ちょっとHな夏休み〜ビーチでトップレス編 （2006年10月5日、Level4）
- ザ・撮影現場 （2006年11月16日、pad inc.,）

## 外部連結
- 桃太郎映像出版 女優情報 北沢亜美，存于
- 北沢亜美 - MONDO TV，存于